# لورنزو فوندا
لورنزو فوندا (انگلیسی: Lorenzo Fonda؛ زادهٔ ۲۸ نوامبر ۱۹۷۹) یک کارگردان اهل ایتالیا است.

## زندگینامه
کارهای او شامل موزیک ویدئو، فیلم‌های مستند، فیلم‌های کوتاه و... است. او معروف به همکاری با هنرمندان نقاشی‌های دیواری مانند گروه بلو است که منجر به فیلم‌های بلند مستند به نام Megunica شده است که در سال ۲۰۰۷ در مکزیک، گواتمالا، نیکاراگوئه، کاستاریکا و آرژانتین فیلمبرداری شد.

کارهای دیگر او شامل موزیک ویدئوهایی برای گروه‌های موسیقی مانند سیزر سیسترز، مترونومی، چشمان روشن، جیمی وون، برنهارد فلیشمن و به خاطر یک انعکاس کوچک و دیگران به علاوه ساختن پیام‌های بازرگانی برای شرکتهایی مانند نایکی، ام‌تی‌وی، آلفا رومئو، باغ وحش سن دیگو و کانورس می‌باشد. در کنار کارهای تجاریش او آگهی‌های خدمات عمومی برای شبکه نشنال جئوگرافیک، کلوب دختران و پسران آمریکایی و روز جهانی ایدز ساخته است.
در سال ۲۰۰۸ او از اقیانوس آرام با یک کشتی باری به نام پورتلند سناتور عبور کرد و یک فیلم درباره این تجربه به نام ده چیز که من درباره دریا یاد گرفتم ساخت. او از سالهای جوانیش یک اسکیت برد باز بوده است و ادعا کرده است که کارش خیلی از آن تاثیر گرفته است.

## جوایز
- جشنواره بین‌المللی مستند ۲۰۰۹ تایوان - جایزه شایستگی ویژه
- جشنواره فیلم مستند شفیلد - نامزد جایزه هیئت داوران جوان گریرسون
- جشنواره بین‌المللی فیلم آمستردام ۲۰۰۸ - بهترین فیلم مستند خلاق
- جشنواره آفی سینما- کوه یخ کونکورسو- بهترین مستند